# Marmosops dorothea
Marmosops dorothea e вид опосум от семейство Опосумови (Didelphidae).
Видът е разпространен в източна Боливия в низината на департамент Санта Крус. Това е нощен и дървесен вид. Обитава тропически гори и вторично засадени от човека гори и райони със селскостопански култури.